# 住左邊住右邊
《住左邊住右邊》（英語：Taipei Family）是2005年的一部台灣電視劇，現已播出至第四季完。導演是王偉忠，編劇是謝小蜜、費工怡、謝念祖。以居住在「幸福社區」的一群人來探討台灣各種社會現象，並以黑色幽默呈現劇情的趣味。曾於2005年第40屆金鐘獎入圍電視金鐘獎戲劇類連續劇編劇獎（謝小蜜、費工怡）。
第一季及第二季是在公共電視台首播，第三季《幸福小套房》及第四季《全民拼幸福》是在三立都會台首播。第一、二季每個主題通常以半小時為限，因此一集會有兩個主題；第三、四季在三立都會台播出時，每個主題則多以一個小時為限。三立都會台在播第三季之前有播出第一、二季，不過因為要插入廣告時段，所以播出時有重新剪接。公視在三立都會台播完第三季後，有挑選其中20集播出。

## 各季介绍

### 第1、2季
幸福社區管理委員會主任委員「小郭」郭富乾(郭子乾飾)下了班，除了要面對老婆秀秀(琇琴飾)對他「辦事」不力的抱怨，忙著澄清離婚的緋聞、防針孔偷拍，每天還要處理住戶們千奇百怪的問題，像：花爺爺(九孔飾)為愛慕的阿嬤(林美秀飾)爭風吃醋，要和Johnny(澎恰恰飾)比誰「有凍頭」；樓上的花家夫妻花一航(賀一航飾)、曼寧(顏嘉樂飾)搶錢一流，患不孕症，熱心的鄰居來幫他們「做人」；菲傭馬尼拉(阿爆飾)思鄉情切；單親媽媽、性感熟女戈韋如(戈偉如飾)受不了隔壁鄰居的叫床聲，要小郭把隔壁的「發情母貓」給搞定，但其實她才是最A的0204女郎；還有女人最貼心的姊妹賽門(許傑輝飾)、愛戀戈韋如的張喬治(張兆志飾)、找不到好男人的韓國美女李喜真，及四處兼差賺錢的警衛兼壽司吧服務生阿Ken等人……。

### 第3季
幸福社區旁邊蓋了一棟30層高的摩天大樓(幸福小套房)，裡頭全是10-15坪大的挑高4米2小套房，設備應有盡有，住滿了各種職業的都會單身男女，在城市叢林中與生活搏鬥。小郭仍舊是幸福社區的萬年主委，秀秀則買了幸福小套房裡的一間挑高小套房投資保值，出租給設計師姊妹花(西施和小潔)，成了「寓婆」，同時還當上了幸福小套房的主委，於是，小郭和秀秀兩人成了比鄰社區的主委，「一人當選，兩人服務」，這讓小郭家更成了兩個社區住戶之間的溝通場所。幸福小套房的住戶成員儼然是不同於幸福社區成員的另一個族群，他們大都是從外地來台北奮鬥的異鄉人，單身、自由、自主意識強烈，這些人和幸福社區裡的中產階級將擦撞出另一番火花。

### 第4季
雖然時機歹歹，但是幸福的生活還是要過下去的啦！2006年是全民拼幸福年，幸福社區住左邊住右邊的男女老幼為了拼幸福，展開了新生活！幸福會館中，除了總經理Stanley還有三位新成員，一位就是公關經理小喬，還有一個怪怪的美少女會計小玉。繼幸福小套房之後，幸福會館的出現，不但讓這些住戶成員們，展開人生與事業的第二春，更因為來到幸福會館形形色色的客人，讓我們看到了更多令人為之瘋狂、噴飯、匪夷所思或是心有所感的動人故事。

## 角色列表

### 第1、2季
| ‧郭富乾（郭子乾飾演）： | 幸福社區管理委員會主任委員、電視台企劃組組長。 |
| ‧陳秀秀（琇琴飾演）：   | 郭富乾之妻、前歌手、音樂教室吉他老師。         |
| ‧孟姜女（林美秀飾演）： | 郭富乾的岳母、功德會義工。                     |
| ‧郭潤潤（黃安琪飾演）： | 郭富乾之女、幸福小學三年級學生。               |
| ‧花一航（賀一航飾演）： | 整型外科醫師。                                 |
| ‧花曼寧（顏嘉樂飾演）： | 花一航之妻。                                   |
| ‧花愛國（九孔飾演）：   | 花一航之父。                                   |
| ‧馬尼拉（阿爆飾演）：   | 花家菲傭。                                     |
| ‧戈韋如（戈偉如飾演）： | 單親媽媽。                                     |
| ‧許賽門（許傑輝飾演）： | 髮型設計師。                                   |
| ‧陳小奕（陳奕飾演）：   | 戈韋如之子。                                   |
| ‧張喬治（張兆志飾演）： | 郭富乾同事、電視公司企劃、PUB DJ。             |
| ‧阿KEN（林暐恆飾演）：  | 幸福社區警衛、壽司店師傅。                     |
| ‧李喜真（李喜真飾演）： | 單身女子、幸福社區住戶、韓國人。               |

## 分集標題

### 第1季
01 (首播日期：2005/01/12)郭富乾的前女友來了（特別來賓：蔡淑臻 飾 淑臻）/ 幸福社區中韓大戰 

02 (首播日期：2005/01/13)小夫妻大戰爭 / 阿嬤的春天來了（特別來賓：澎恰恰 飾 Johnny） 

03 (首播日期：2005/01/14)搶救風水大作戰（特別來賓：謝沅謹）/ 科技來自於沒有人性 

04 (首播日期：2005/01/17)0204電話女郎風波 / 家有一老，如有一寶（特別來賓：徐愛心 ） 

05 (首播日期：2005/01/18)霹哩叭啦!開轟叭（特別來賓：Candy、Judy、Sherry）/ 男人四十 

06 (首播日期：2005/01/19)我不是教你詐! / 韋如的Mr.perfect! （特別來賓：薛志正飾 韋如男友John）

07 (首播日期：2005/01/20)哎呀!我的藍色小丸子 / 糊塗鄰居妙菲傭 

08 (首播日期：2005/01/21)哼!我是男子漢... / 全民幸福樂透透 

09 (首播日期：2005/01/24)消除油脂一身輕 / 新岳父大人（特別來賓：張鎬哲飾 喜真之父） 

10 (首播日期：2005/01/25)幸福隨堂測驗（特別來賓：柳翰雅飾 社工人員）/ 我倆有明天 

11 (首播日期：2005/01/26)幸福模範社區 / 電視購物的秘密（喜真與喬治這集剛來到幸福社區，劇情在第1集之前） 

12 (首播日期：2005/01/27)天下本無事，庸人自擾之 / 國際標準舞風波（特別來賓：劉真、嚴孝銘飾 Kevin） 

13 (首播日期：2005/01/28)明天也要作伴（特別來賓：黃錦雯）/ 幸福社區總動員 

14 (首播日期：2005/01/31)失業驚魂記 / 我的媽媽是超人 

15 (首播日期：2005/02/01)婆婆媽媽夜遊去 / 叔公來了！

### 第2季
16 (首播日期：2005/02/02)幸福ACTION（特別來賓：林嘉綺）/ KEN的發財夢 

17 (首播日期：2005/02/03)換夫換妻更幸福 / 選舉高燒熱 

18 (首播日期：2005/02/04)有你萬事足 / 家有惡鄰（特別來賓：那維勳 飾 魯巴米） 

19 (首播日期：2005/02/07)韋如的前夫來了（特別來賓：黃仲崑 飾 韋如的前夫Michael） / 熱舞十七(這個DVD沒有)

20 (首播日期：2005/02/08)幸福社區新年PARTY（特別來賓：孔鏘） 

21 (首播日期：2005/02/09)五子登科不是福（特別來賓：和家馨 飾 Candy ） / 幸福龍捲風 

22 (首播日期：2005/02/10)百萬大挑戰 / 幸福大聯盟 

23 (首播日期：2005/02/11)在那桌畔青草青 / 小姐小姐別生氣 

24 (首播日期：2005/02/14)小郭的機車夢 / 青春夢醒時（特別來賓：鄧安寧 飾 David） 

25 (首播日期：2005/02/15)我的失意老公 / 當我們老的時候（特別來賓：許瑋倫 飾 郭潤潤）

26 (首播日期：2005/02/16)他是我的兄弟（特別來賓：馮翊綱 飾 花念祖）。賭神風雲榜

27 (首播日期：2005/02/17)性、謊言、光碟片 / 黑色追緝令 （特別來賓：郎祖筠）

28 (首播日期：2005/02/18)健康震撼教育（特別來賓：馮媛甄 飾 護士）/ 我的心裡只有你

29 (首播日期：2005/02/21)幸福功德會 / 愛的初體驗

30 (首播日期：2005/02/22)投資教父來了（特別來賓：趙自強 飾 秀秀表哥-孟強強）/ 心裡有詭

31 (首播日期：2005/02/23)我家也有周杰倫（特別來賓：小潘潘 飾 唱片公司經紀人）/ 財政部長不好當

32 (首播日期：2005/02/24)同學你好（特別來賓：陳彥壯 飾 股市分析師-吳天良）/ 記得當年當兵勇

33 (首播日期：2005/02/25)上海移民本是夢（特別來賓：夏禕 飾 潤潤的才藝班老師）/ 男女大不同

34 (首播日期：2005/02/28)愛你九天半（特別來賓：陳思璇 飾 思思）/ 卡住了

35 (首播日期：2005/03/01)我愛畢卡索（特別來賓：劉亮佐 飾 畢老師）/ 花爺爺失蹤記 

36 (首播日期：2005/03/02)吾家有女初長成 / HAPPY END  

### 第3季 幸福小套房
001 開張大吉（2005/7/1）

002 女人二十三十四十（2005/7/4）

003 女人都愛憂鬱男（2005/7/5）（丹尼爾登場）
 
004 當個豪門少奶奶（2005/7/6）

005 包租婆不好當（2005/7/7）

006 中產階級的兼差夢（2005/7/8）

007 打呼真是病（2005/7/11）

008 AV女優在我家（2005/7/12）特別來賓：觀月雛乃，客串：葛西健二

009 阿嬤的移民夢（2005/7/13）客串：傑夫 飾 移民局官員

010 幸福尿療會（2005/7/14）

011 男人病不得（2005/7/15）

012 韓流來了（2005/7/18）

013 秀秀的家務薪水（2005/7/19）

014 我愛羅蜜歐（2005/7/20）（特別來賓：立威廉 飾 羅蜜歐）

015 前世今生大不同（2005/7/21）（特別來賓：王琄 飾 金姬）

016 幸福婚友社（2005/7/22）客串：趙正平 飾 刑警（實際為節目製片）

017 親家母V.S親家母（上）（2005/7/25）（特別來賓：黃錦雯 飾 郭母）

018 親家母V.S親家母（下）（2005/7/26）（特別來賓：黃錦雯 飾 郭母）

019 未婚孕婦流浪記（2005/7/27）（特別來賓：陳孝萱 飾 程孝萱）

020 幸福狗仔隊（2005/7/28）

021 臺灣人人有偏方（2005/7/29）

022 人人有本孩子經（上）（2005/8/1）

023 人人有本孩子經（下）（2005/8/2）

024 西施的宗教熱（2005/8/3）

025 合夥真是難（2005/8/4）

026 回來吧！娜娜！（2005/8/5）客串：陳彥銘(B2) 飾 「Inn Salon」客人

027 潤潤的愛情課（2005/8/8）（特別來賓：柯家恩 飾 Benny）

028 頭光光　心慌慌（2005/8/9）

029 花爺爺回來了（2005/8/10）

030 花爺爺的四角關係（2005/8/11）

031 當家做老闆（2005/8/12）

032 辣妹萬能（2005/8/15）

033 男人不壞　女人不愛（2005/8/16）（特別來賓：孫鵬 飾 鵬哥）

034 小郭失業記（上）（2005/8/17）

035 小郭失業記（下）（2005/8/18）（特別來賓：張善為 飾 公司張經理）

036 幸福門診（2005/8/19）

037 阿KEN的房貸（2005/8/22）

038 幸福黃梅調（2005/8/23）（特別客串：凌波）

039 潤潤的名模夢（2005/8/24）（特別來賓：姚穎 飾 香奈兒）

040 幸福整型春秋（2005/8/25）

041 大師來了（2005/8/26）（特別來賓：唐從聖 飾 李敖迷）

042 女人不厲害  男人不疼愛（2005/8/29）（特別來賓：吳辰君 飾 君君）

043 秀秀復出演唱記（2005/8/30）（客串：管瑾宗 飾 唱片經紀人）

044 花醫生回來了（2005/8/31）

045 倒楣的小郭（2005/9/1）

046 台灣人愛抓狂（2005/9/2）

047 男人女人都有空姐夢（2005/9/5）（Melody登場）

048 考不完的台灣人（2005/9/6）

049 婆婆的考題（2005/9/7）

050 健忘不是病（2005/9/8）

051 我們都有這一天（2005/9/9）

052 搞鬼特攻隊（2005/9/12）

053 關你家啥事（2005/9/13）

054 中醫V.S西醫（2005/9/14）

055 誰知失眠苦（2005/9/15）

056 非要烤肉（2005/9/16）

057 購物頻道（2005/9/19）特別來賓：利菁

058 省錢大作戰（2005/9/20）

059 婆婆媽媽追星記（2005/9/21）

060 幸福心靈成長課（2005/9/22）

061 富貴險中求（2005/9/23）

062 潤潤的性教育（2005/9/26）

063 門當戶不對（2005/9/27）

064 生日快樂（2005/9/28）

065 婚前婚後大不同（2005/9/29）

066 記得當時年紀小（2005/9/30）（郝淑女登場）

067 小老闆來了（2005/10/3）（郝正經登場）

068 小老闆求婚記（上）（2005/10/4）

069 小老闆求婚記（下）（2005/10/5）

070 千面人（2005/10/6）

071 我的志願（2005/10/7）

072 曼寧人工受孕記（2005/10/10）

073 星星知我心（2005/10/11）

074 七年癢不癢（2005/10/12）特別來賓：黃建群 飾 詐騙犯

075 我們一家都是狗（2005/10/13）

076 人手一機（2005/10/14）

077 寂寞淑女心（2005/10/17）

078 分手快樂（2005/10/18）

079 納豆的日本朋友（2005/10/19）特別來賓：佐藤麻衣

080 我家潤潤被體罰（2005/10/20）

081 幸福電視台（2005/10/21）

082 制服穿？不穿？（2005/10/24）

083 傻大姊破案記（2005/10/25）

084 毛衣的秘密（2005/10/26）

085 粉紅色的陷阱（2005/10/27）

086 新舊之間（2005/10/28）

087 男人也能被包養（2005/10/31）

088 超完美爸爸（2005/11/1）

089 防疫大作戰（2005/11/2）

090 我愛名牌（2005/11/3）

091 優良婦女大車拼（2005/11/4）

092 劈腿一族（2005/11/7）

093 辣媽寫真（2005/11/8）

094 幸福家暴防治所（2005/11/9）

095 徵是不容易（2005/11/10）

096 孕婦難纏（2005/11/11）

097 一定要偶像（2005/11/14）

098 討債高手（2005/11/15）特別來賓：柯以柔 飾 討債員-莉莉

099 冷戰七天半（2005/11/16）

100 小心色狼就在你身邊（2005/11/17）

101 電子新貴的辛酸（2005/11/18）

102 今天不回家（2005/11/21）

103 媽，你偏心（上）（2005/11/22）特別來賓：卜學亮 飾 秀秀哥哥 陳預謀

104 媽，你偏心（下）（2005/11/23）特別來賓：卜學亮 飾 秀秀哥哥 陳預謀

105 轉業驚魂記（2005/11/24）

106 誰去老人院（2005/11/25）

107 幸福藝術之旅（2005/11/28）

108 我能當你繼父嗎？（2005/11/29）

109 同居樂不樂（2005/11/30）特別來賓：余秉諺飾 Martin

110 女人還是要戀愛（2005/12/1）

111 幸福大團圓（2005/12/2）

### 第4季 全民拼幸福
- 01人人心中都有斷背山〈20060501〉
- 02人人心中都有斷背山〈20060502〉
- 03再見啦！MELODY〈20060503〉
- 04第4集〈20060504〉（小喬登場）【特別來賓：譚艾珍飾 莉莉、陶傳正飾 趙爺爺】
- 05第5集〈20060505〉
- 06第6集〈20060508〉
- 07第7集〈20060509〉
- 08樂透來我家〈20060510〉
- 09樂透來我家〈20060511〉
- 10搶救貧窮大作戰〈20060512〉
- 11搶救貧窮大作戰〈20060515〉
- 12直升機父母【特別來賓：陳幼芳飾 何太太】〈20060516〉
- 13直升機父母【特別來賓：陳幼芳飾 何太太】〈20060517〉
- 14是誰來整形〈20060518〉
- 15單身無伴大不易〈20060519〉
- 16股神變瘟神〈20060522〉
- 17瞬間識人術〈20060523〉
- 18力爭向上流〈20060524〉
- 19力爭向上流〈20060525〉
- 20親情誠可貴【特別來賓：朱陸豪飾 Peter】〈20060526〉
- 21情人還是老的好【特別來賓：劉真飾 張翠雲】〈20060529〉
- 22丈母娘看女婿【特別來賓：趙舜、呂曼茵飾 楊爸爸、楊媽媽】〈20060530〉
- 23相愛容易相處難【特別來賓：趙舜、呂曼茵飾 楊爸爸、楊媽媽】〈20060531〉
- 24借錢的代價〈20060601〉
- 25全民大爆料〈20060602〉
- 26趙爺爺找女婿【特別客串：季芹飾 小英、客串：伊馮飾 麥可】〈20060605〉
- 27抓猴特攻隊【特別來賓：王琄飾 Sandy、郭世倫飾 Jerry】〈20060606〉
- 28越南新娘在我家【特別來賓：寇乃馨飾 阿薩】〈20060607〉
- 29幸福會館VS性福會館【特別客串：嚴長壽】〈20060608〉
- 30有子我最大【特別客串：白雲／飾高雄市市長陳菊】〈20060609〉
- 31大陸觀光客來囉！【特別來賓：馬世莉飾 邢太太】〈20060612〉
- 32大陸觀光客來囉！【特別來賓：馬世莉飾 邢太太】〈20060613〉
- 33憂鬱掰掰〈20060614〉
- 34監視器萬萬歲【特別客串：唐家豪飾 警察】〈20060615〉
- 35幸福社區實境秀〈20060616〉
- 36現代花木蘭【特別來賓：王怡仁飾 安東尼/安妮】〈20060619〉
- 37現代花木蘭【特別來賓：王怡仁飾 安東尼/安妮】〈20060620〉
- 38血壓高 舉不高〈20060621〉
- 39小奕的20歲轟趴〈20060622〉
- 40小喬的火星男友【特別來賓：許孟哲飾 弟寶】〈20060623〉
- 41外遇情人夢【特別客串：川島茉樹代飾 Yoyo】〈20060626〉
- 42都是新聞惹的禍〈20060627〉
- 43小姑難纏〈20060628〉
- 44納豆的春天〈20060629〉
- 45誰才是大師【特別來賓：金智娟飾 小邱師姐、洪都拉斯飾 賽愣思大師】〈20060630〉
- 46我的第一件內衣〈20060703〉
- 47考生加油！【特別來賓：董至成飾 伍先生、申東靖飾 小伍】〈20060704〉
- 48孔夫子的畢業旅行【特別來賓：樊光耀飾 孔老師】〈20060705〉
- 49暑假搶錢大作戰〈20060706〉
- 50潤潤打工日記〈20060707〉
- 51足球鰥夫〈20060710〉
- 52幸福兩性座談會【特別來賓：狄志杰飾 吳老師】〈20060711〉
- 53部落格上的秘密〈20060712〉
- 54逃出侏儸紀【特別來賓：丫子飾 小龍女（如畫）】〈20060713〉
- 55老大靠邊閃【特別來賓：聶雲飾 高德發（臭皮）】〈20060714〉
- 56阿咪姐的小情人【特別來賓：王雪娥(比莉)飾 阿咪姐、郭鑫飾 小威】〈20060717〉
- 57人人都有超級阿嬤〈20060718〉
- 58分手擂臺〈20060719〉
- 59結婚不是兒戲〈20060720〉
- 60明天會更好〈20060721〉

## 場景

### 第1、2季
- 郭主委家：客廳、餐廳廚房、主臥室
- 花醫生家：主臥室
- 社區：健身房、三溫暖蒸氣室
- 商店：壽司店
- 幸福社區外觀: 大湖富邦景觀特區

### 第3季 幸福小套房
- 郭主委家：客廳、餐廳廚房、主臥室
- 社區：健身房、三溫暖蒸氣室
- 幸福小套房：有兩種，1.阿KEN、丹尼爾、Melody；2.西施、邰基殿。
- 商店：幸福壽司吧、Inn Bar、Inn Salon、幸福便利商店
- 幸福小套房外觀: (內湖)大湖花園

### 第4季 全民拼幸福
- 郭主委家：客廳、餐廳廚房、主臥室、陽台
- 社區：健身房、撞球間
- 幸福小套房：阿KEN家
- 商店：幸福壽司吧、Inn Bar、Inn Salon、幸福便利商店
- 會館：大廳、電梯裡、客房走廊、客房
- 幸福會館外觀: (內湖)榮耀世紀

## 週邊商品

### 書
《情境喜劇手邊書：王偉忠的住左邊住右邊》，台灣角川書店，2005年11月出版。
- ISBN：9789867189530

以一、二季內容為基礎介紹住左邊住右邊拍攝狀況。

### 電視原聲帶
- 《電視原聲帶 / 住左邊。住右邊---幸福小套房》，EMI，2005年8月出版，ISBN：4634009927
- 這是一張除了主題曲及歌手打歌的片尾曲外，其他歌曲跟劇情毫無關係的原聲帶。

1. 阿爆-甜蜜的家(片頭曲) /
2. 花兒-嘻唰唰(片尾曲) /
3. 王啟文-老鼠愛大米 /
4. 胡彥斌-老爸 你別裝酷 /
5. 蕭亞軒-CAPPUCCINO /
6. 花兒-壞的剛剛好 /
7. 黃立行-黑色意念 /
8. 花兒-活該 /
9. 劉若英、黃立行-分開旅行 /
10. NO NAME-愈愛愈愛 /
11. 胡彥斌-目不轉睛 /
12. 戴佩妮-就是你 /
13. 江美琪-對我好一點 /
14. 洛克班-我想你的快樂是因為我 /
15. 胡彥斌-一個人…兩個人 /
16. B.A.D-肚子 一圈肉

## 參閱
- 王偉忠
- 三立電視台
- 公共電視台
- 《情境喜劇手邊書：王偉忠的住左邊住右邊》王辰元編。精采製作有限公司著。ISBN：9789867189530

## 外部連結
網站
- 華視（页面存档备份，存于）

## 作品的變遷
| 華視主頻 星期一到四20:00~22:00    | 華視主頻 星期一到四20:00~22:00       | 華視主頻 星期一到四20:00~22:00 |
| --------------------------------- | ------------------------------------ | ------------------------------ |
|                                   | 住左邊住右邊 （2009.5.6 - 2009.6.4） |                                |
| 浪漫滿屋 （2009.4.20 - 2009.5.5） | 魔女18號 （2009.6.8 - 2009.9.30）    |                                |

| 客家電視台 星期三至五 10:00~10:55 (7/7起改為每週一早上5:00-6:00) | 客家電視台 星期三至五 10:00~10:55 (7/7起改為每週一早上5:00-6:00)                                             | 客家電視台 星期三至五 10:00~10:55 (7/7起改為每週一早上5:00-6:00) |
| ---------------------------------------------------------------- | --- | ---------------------------------------------------------------- |
|                                                                  | 住左邊住右邊(第一季)1-15集 （2014.05.22 - 2014.06.25) 住左邊住右邊(第二季)16-36集 （2014.06.26 - 2014.11.10) |                                                                  |
| 幸福派出所 （2014. - 2014.05.21)                                 | 你是我的唯一 （2014.11.17 - 2014.12.29)                                                                      |                                                                  |

| 公視 星期一至五 00:00 | 公視 星期一至五 00:00                          | 公視 星期一至五 00:00 |
| --------------------- | ---------------------------------------------- | --------------------- |
|                       | 住左邊住右邊 （2005年1月12日 - 2006年7月21日） |                       |
| -                     | -                                              |                       |

| 三立都會台 星期一至五 20:00 - 20:30 | 三立都會台 星期一至五 20:00 - 20:30                                                | 三立都會台 星期一至五 20:00 - 20:30 |
| ----------------------------------- | ---------------------------------------------------------------------------------- | ----------------------------------- |
|                                     | 住左邊住右邊之幸福小套房 （2011年9月27日 - 2011年12月9日）                         |                                     |
| -                                   | 真愛找麻煩特別企劃 （2011年12月12日） 真愛找麻煩 （2011年12月13日 - 2012年4月9日） |                                     |

1. ↑  . event.cts.com.tw.   [2023-10-09]. （原始内容存档于2022-08-09）.